# Julia Edward

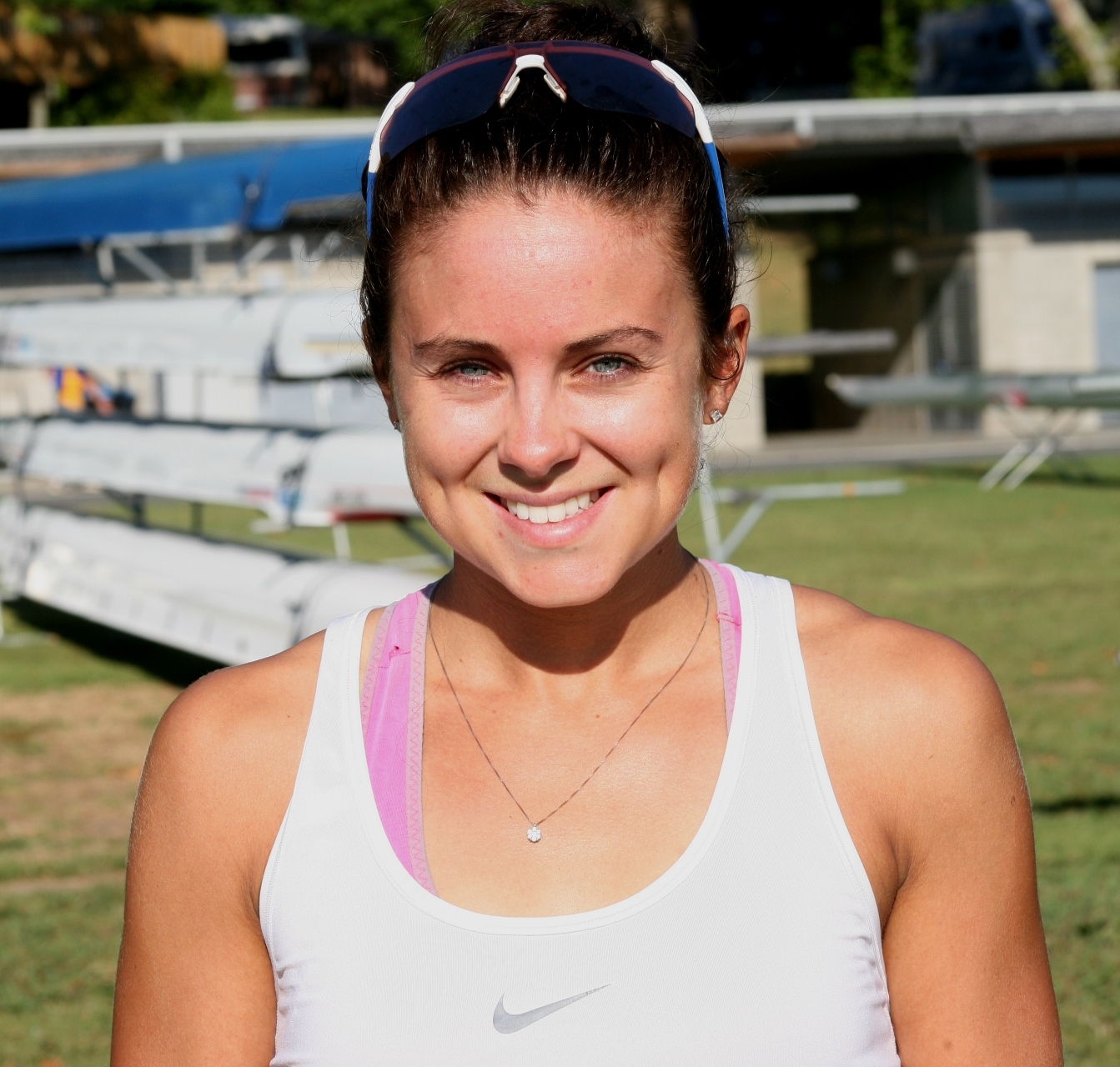
Julia Edward 2013

Julia Edward (* 20. Februar 1991 in Rotorua) ist eine neuseeländische Leichtgewichts-Ruderin. Sie gewann zusammen mit Sophie MacKenzie 2014 und 2015 den Weltmeistertitel im Leichtgewichts-Doppelzweier.
Zusammen mit Lucy Strack gewann Julia Edward 2010 die Silbermedaille im Leichtgewichts-Doppelzweier bei den U23-Weltmeisterschaften. Bei den Weltmeisterschaften 2010 in der Erwachsenenklasse belegten die beiden Neuseeländerinnen den sechsten Platz. 2011 ruderte Edward zusammen mit Alyce Pulford zur Bronzemedaille bei den U23-Weltmeisterschaften. Bei den Olympischen Spielen 2012 erreichte Julia Edward mit Louise Ayling den neunten Platz. Zusammen mit Lucy Strack belegte Julia Edward den fünften Platz bei den Weltmeisterschaften 2013.
Die Saison 2014 begann Julia Edward mit Lucy Strack beim Weltcup-Auftakt in Sydney. Bei der zweiten und dritten Weltcup-Regatta siegte Julia Edward im Leichtgewichts-Einer. Zusammen mit Sophie MacKenzie gewann sie schließlich den Titel bei den Weltmeisterschaften in Amsterdam. 2015 unterlagen die beiden beim Weltcup in Varese gegen die Britinnen Katherine Copeland und Charlotte Taylor. Beim Weltcupfinale in Luzern siegten MacKenzie und Edward, während die Britinnen nur den vierten Platz belegten. Im Finale der Weltmeisterschaften 2015 erkämpften die beiden Neuseeländerinnen die Goldmedaille mit etwas über einer Sekunde Vorsprung auf die beiden Britinnen. Im Jahr darauf erreichte keine Medaillengewinnerin im Leichtgewichtszweier der Weltmeisterschaften 2015 die Medaillenränge bei den Olympischen Spielen 2016, MacKenzie und Edward lagen als Viertplatzierte über vier Sekunden hinter dem Bronzeplatz zurück.